# Pelurga ferruginascens
Pelurga ferruginascens là một loài bướm đêm trong họ Geometridae.